# Tamara Lund
Pour les articles homonymes, voir Lund.

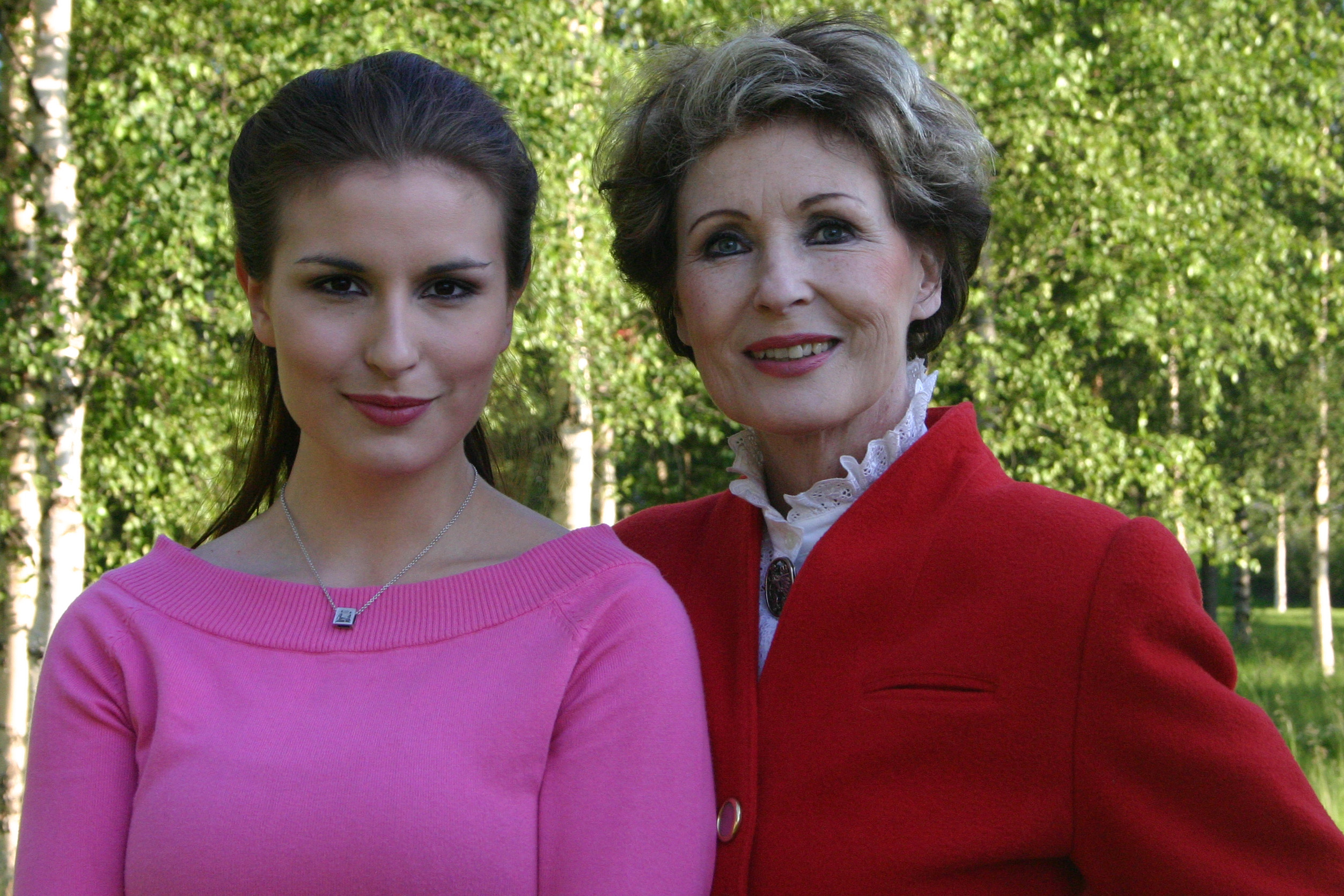
Maria Lund et Tamara Lund.

Tamara Lund, née le 6 janvier 1941 à Turku (Finlande) et morte le 21 juillet 2005 à Turku, est une soprano et comédienne finlandaise.

## Biographie
Tamara Lund a étudié dans les années 1960 à l'académie Sibelius — le seul conservatoire de Finlande — avec Mirjam Helin. Elle a étudié le chant en plusieurs lieux, à travers l'Europe, tels que Cologne, Brescia, Essen et Bayreuth. De 1963 à 1967, elle a travaillé au Théâtre de la Ville de Turku. Puis, de 1967 à 1974, elle a été soliste à l'Opéra National finlandais. De 1973 à 1980, elle a fait partie de l'ensemble Theater am Gärtnerplatz, à Munich. Il ne faut pas oublier leur interprétation de Marianne dans la comédie musicale Casanova (1981), par Helmut Bez et Jürgen Degenhard. Elle a également joué, comme 1982 en allemand Production Victoria et son hussard, dans plusieurs longs métrages [pas clair].
Considérée comme une star dotée d'un charme tout particulier sur scène, elle a compté parmi ses grands rôles Carmen de Bizet, Gilda dans Rigoletto de Verdi, Maria et Anita dans le West Side Story de Leonard Bernstein, ainsi que le rôle de Daphné dans l'opéra Apollon et Marsyas du compositeur Einojuhani Rautavaara.   
La soprano a enregistré plusieurs disques en Allemagne et aux Pays-Bas. Elle a été particulièrement connue pour ses interprétations de musique espagnole.
Elle est morte d'un cancer à son domicile, à Turku.